# Vlasta Tominšek
Vlasta Tominšek, slovenska jezikoslovka, rusistka, * 22. oktober 1906, Ljubljana, † 4. marec 1997, Ljubljana.

## Življenje
Vlasta Tominšek se je rodila 22. oktobra 1906 v Ljubljani kot najmlajši otrok očetu Franu Tominšku in materi Elizi Wallner, ki je bila avstrijskega rodu. Vlasta Tominšek je prihajala iz dokaj znane in stare ljubljanske rodbine Tominšek, ki je živela v tako imenovani Tominškovi vili, ki se še danes nahaja na Poljanah v Ljubljani. Poleg Vlaste so se v zgodovino zapisali njen oče Fran Tominšek (1868–1943), brat Stanko Tominšek (1895–1961) in pa stric Josip Tominšek (1872–1954). Oče Fran je bil po poklicu pravnik, ki pa se je že od otroštva navduševal nad planinstvom. Svojo ljubezen do planinstva je prenesel tudi na svoje otroke, med drugim tudi na Vlasto. Najbolj je vplival na Stanka, ki je svojo poklicno pot nadaljeval po očetovih stopinjah, saj je tudi sam postal planinec – po njem se imenuje znana Tominškova pot na Triglav – in pravnik.
Vlasta Tominšek je v otroških letih zbolela za otroško paralizo, kar je bilo takrat zelo nevarno, a je bolezen prebolela. Igrala je klavir, v čemer je bila tudi zelo dobra, vendar sama tako ni mislila, saj zaradi otroške paralize njena desnica ni imela zadostnega razpona prstov, tako da je bilo po njenem mnenju njeno igranje zgolj dobro.
V svojem prostem času se je Vlasta Tominšek rada udeleževala družinskih izletov, nad čemer jo je navdušil oče Fran. Poletja je preživljala v svoji hiši na Bledu. Zelo rada je imela živali, poleg psa in mačke je imela na terasi v ljubljanski vili tudi golobe. Veliko je potovala in si tudi na takšen način širila obzorja. Živela je s svojo sestro Zdenko, ki je bila tako kot Vlasta neporočena. Poleg Zdenke je imela Vlasta še dva brata in štiri sestre. Prijateljevala je s slovensko slikarko in ilustratorko Melito Vovk, filologom in profesorjem Milanom Grošljem ter njegovo soprogo in pa z Ano Hribar, ženo Izidorja Cankarja.
Na stara leta se je preselila k nečaku Janezu Polaku v Rožno dolino, vendar se je zaradi poslabšanega zdravja bila primorana preseliti v dom upokojencev, kjer je leta 1997 umrla. 

## Poklicna pot
Vlasti je s svojim delom in življenjem predstavljal velik zgled Josip Tominšek, ki je bil slovenski jezikoslovec, slavist, literarni zgodovinar, letalski navdušenec in planinec.
Vlasta Tominšek je obiskovala Drugo državno gimnazijo v Ljubljani (danes Gimnazija Poljane) in se že med gimnazijskimi leti predajala študiju humanističnih predmetov. Po maturi leta 1925, se je vpisala na Univerzo Kraljestva Srbov, Hrvatov in Slovencev v Ljubljani (danes Univerza v Ljubljani), in sicer na francoščino, primerjalno književnost in slovensko književnost, iz česar je tudi diplomirala leta 1929. Med letoma 1929/30 je opravljala specializacijo v Parizu. Leta 1930 je opravila tudi dodatni izpit iz slovenskega jezika. Istega leta je v svoji prvi službi kot profesorica pripravnica na gimnaziji v Kočevju poučevala francoščino, nemščino, slovenščino in latinščino. Po uspešno opravljenem profesorskem izpitu leta 1935 je svojo kariero nadaljevala na Drugi realni gimnaziji v Ljubljani. Med letoma 1937 in 1943 je poučevala na ljubljanski klasični gimnaziji, kjer pa so jo zaradi sodelovanja z Osvobodilno fronto odpustili. Od leta 1944 do 1947 je ponovno začela učiti na ljubljanski klasični gimanziji, dokler ni dobila službe kot redna profesorica na ljubljanski Višji pedagoški šoli, kjer je vse do leta 1952 poučevala ruski jezik, ko je bil pouk ruščine ukinjen. Do svoje prve upokojitve je učila na učiteljišču v Ljubljani.
Prvič se je upokojila leta 1963, a je bila po upokojitvi še vedno zelo aktivna. Zaradi svojih pedagoških sposobnosti je honorarno delovala kot predavateljica za moderne jezike na Visoki šoli za telesno vzgojo ter po ponovni uvedbi ruščine tudi kot honorarna predavateljica na Višji pedagoški šoli. Leta 1964 se je reaktivirala in postala redna lektorica za ruski jezik na Filozofski fakulteti. Drugič se je upokojila leta 1973.
Svoje znanje je nenehno izpopolnjevala: leta 1941 je opravila dodatni izpit iz italijanskega jezika, nato leta 1946 še strokovni izpit iz ruščine in nazadnje leta 1952 A-diplomski izpit iz ruskega jezika in književnosti. Leta 1958 se je kot štipendistka francoske vlade udeležila tečaja francoskega jezika, literature in civilizacije na univerzi v Grenoblu.  Svoje znanje je na številnih tečajih ruščine in francoščine zunaj šole delila tudi s kolegi in kolegicami. Imela je tudi razne brezplačne inštrukcije.

## Dela
Vlasta Tominšek je bila avtorica številnih učbenikov, zato je veliko sodelovala z Zavodom RS za šolstvo:
- Rusko vadnico za nižjo stopnjo (1945)
- Rusko vadnico za I. razred gimnazij (1946)
- Rusko vadnico za II. razred gimnazij (1949)
- Rusko jezikovno vadnico: za prvi in drugi razred (1972)
- Rusko jezikovno vadnico III (1977)